# Gil Suray
Gil Suray (* 29. August 1984 in Anderlecht) ist ein ehemaliger belgischer Radrennfahrer.
Gil Suray wurde 2005 Gesamtdritter bei Triptyque Ardennais und belegte den dritten Platz bei dem Eintagesrennen Grand Prix Beckerich. Ende des Jahres fuhr er für MrBookmaker.com-SportsTech als Stagiaire. Im Jahr darauf gewann er den Flèche Ardennaise und belegte im U23-Straßenrennen der Weltmeisterschaft in Salzburg den 21. Platz. 2006 belegte er bei der Flandern-Rundfahrt (U23) Platz zwei. 2011 beendete er seine Radsport-Laufbahn.

## Erfolge
2006
- Flèche Ardennaise

## Teams
- 2005 MrBookmaker.com-SportsTech (Stagiaire)

- 2007 Unibet.com
- 2008 Cycle Collstrop
- 2009 Roubaix Lille Métropole
- 2010 An Post-Sean Kelly
- 2011 Lotto-Bodysol Pôle Continental Wallon